# Стогово
Стогово је планина у западном делу Северне Македоније. Највећи врхови су: Голем Рид (2278 m), Бабин Срт (2242 m), Канеш и још неколико виших од 2000 метара.
До планине се може лако доћи аутобусом из главног града Северне Македоније Скопља, који иде за Дебар. Природа на планини је скоро нетакнута јер нема становништва у околини, а и не посећује се често од стране планинара.